# Franklinton (Karolina Północna)
Franklinton – miasto w Stanach Zjednoczonych, w stanie Karolina Północna, w hrabstwie Franklin.